# 小行星6015
小行星6015（英語：6015 Paularego）是一颗围绕太阳公转的小行星。1991年8月7日，亨利·E·霍爾特在帕洛马山发现了此天体。
这颗小行星的绝对星等为90.28210115571976等。